# Ekonomikum

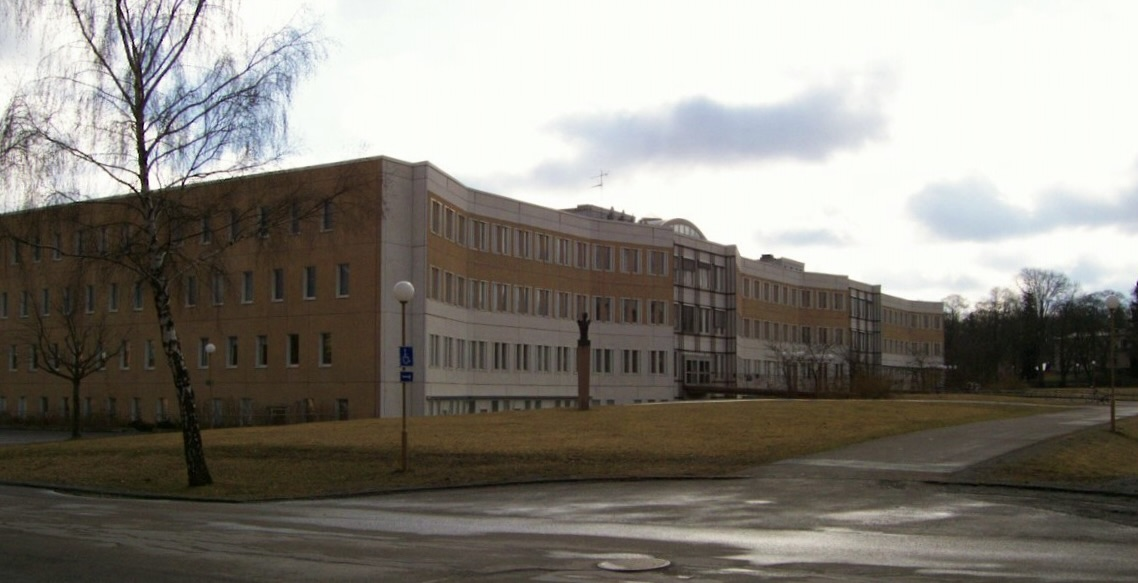
Ekonomikum från Luthagsesplanaden.

Ekonomikum är en av Uppsala universitets största institutionsbyggnader, ritad av Peter Celsing 1975, på Kyrkogårdsgatan i Uppsala mellan Observatorieparken och Luthagsesplanaden.
Ekonomikum inrymmer institutioner inom företagsekonomi, nationalekonomi, ekonomisk historia, statistik, handelsrätt, informationsvetenskap, kulturgeografi och medie- och kommunikationsvetenskap. Uppsala studenters närradio, Studentradion 98,9, har sin redaktion och studio i källarvåningen, där det även finns ett meditationsrum, gym och bastu. I huset finns även Ekonomikums bibliotek – en del av Uppsala universitetsbibliotek.
Bakom Ekonomikum ligger Ekonomikumparken, eller Ekoparken, där tusentals ungdomar varje år samlas för att fira sista april.

## Historia
Byggnaden är uppkallad efter Theatrum Oeconomicum vid Östra Ågatan, där Uppsalas förste och världens fjärde ekonomiprofessor Anders Berch bedrev sin verksamhet från 1741.
Ursprungligen hette byggnaden Humanistiskt-samhällsvetenskapligt centrum (HSC, eller i dagligt tal "HumC") och utgjorde ett centrum för institutioner vid samhällsvetenskaplig och humanistisk fakultet, den senare fakulteten idag delad i språkvetenskaplig och historisk-filosofisk. Efter en stor renovering under åren 1997–1999 återinvigdes byggnaden i november 1999 som Ekonomikum.